# Происхождение млекопитающих
Происхожде́ние млекопита́ющих — процесс постепенного накопления в ветвях синапсид, терапсид и териодонтов признаков, характерных для млекопитающих. В 1976 году Л. П. Татаринов, обративший внимание на параллельное и независимое появление отдельных признаков млекопитающих в различных группах териодонтов, выдвинул концепцию происхождения млекопитающих под названием «маммализа́ция териодо́нтов».
Появление первых млекопитающих датируется триасовым периодом, предположительно около 225 млн лет назад.
Прогрессивная эволюция млекопитающих была связана прежде всего с приобретением ими таких приспособительных черт, как высокая температура тела, способность к терморегуляции, высокий аэробный уровень метаболизма. Этому способствовали изменения в дыхательной и кровеносной системах: морфологически это выражалось в разделении сердца на четыре камеры и в сохранении одной дуги аорты, обусловивших несмешиваемость артериальной и венозной крови, в появлении вторичного костного нёба, обеспечившего дыхание во время еды, в изменении эффективности кормовой стратегии, обеспечившей ускоренное переваривание пищи. Она оказалась возможной на основе изменения строения челюстей (что привело и к развитию слуховых косточек, чьё наличие усилило возможности слухового анализатора млекопитающих, особенно в отношении звуков высокой частоты), дифференцировки зубов, развития челюстной мускулатуры.
Такие черты млекопитающих, как крупный мозг и живорождение, сложились в эволюции значительно позднее.

## Синапсиды как предки млекопитающих

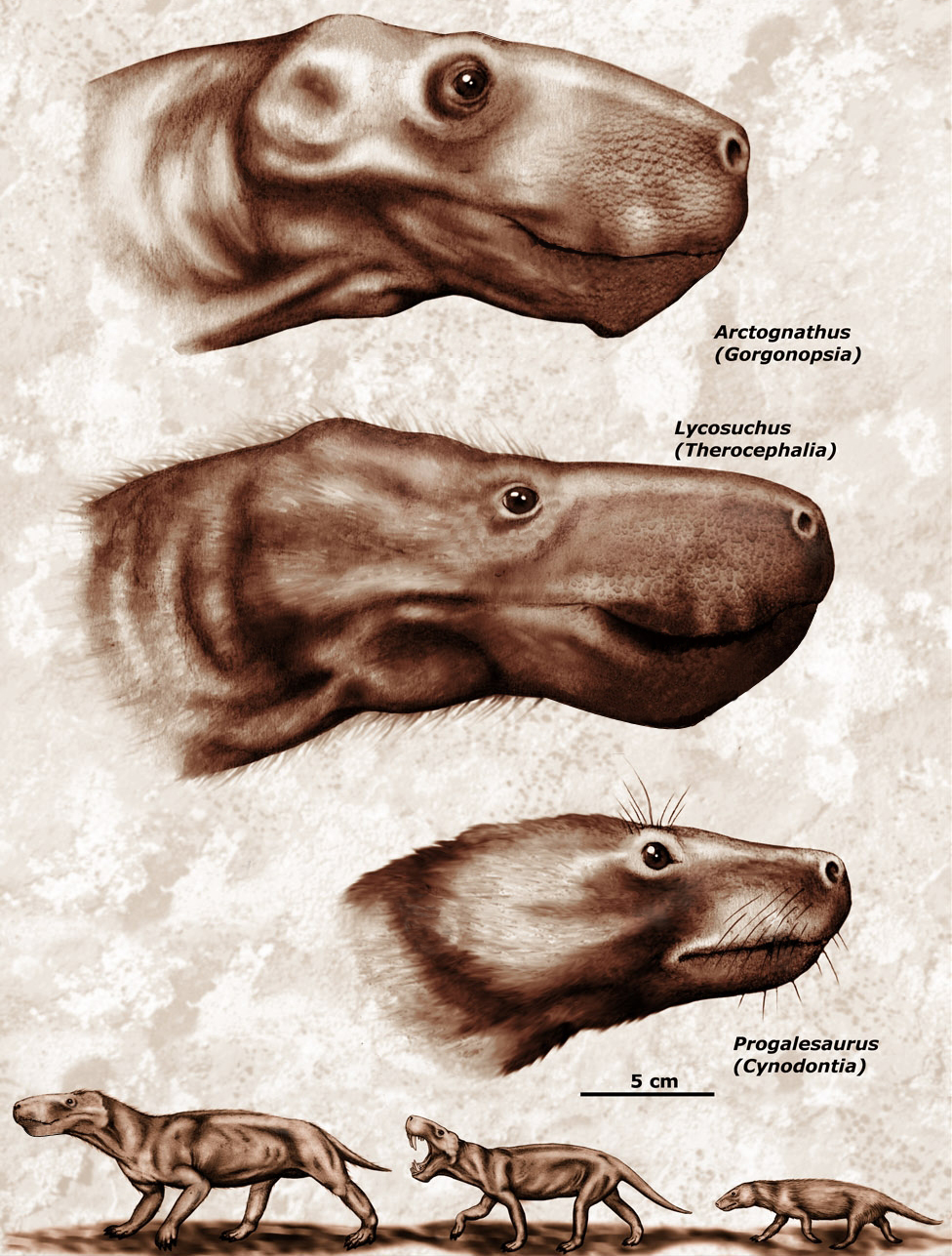
Зверозубые

Одна из первых обособившихся групп древних амниот во второй половине палеозоя — синапсиды. Они легли в основу становления подкласса (другие исследователи выделяют их в отдельный класс) звероподобных (лат. Theromorpha), именуемых также терапсидами (лат. Therapsida). В пермском периоде среди них сформировалась группа зверозубые (лат. Theriodontia). Они оказались близкими по уровню организации млекопитающим.
Однако условия жизни, сложившиеся в мезозойскую эру, благоприятствовали эволюционному развитию и увеличению разнообразия завропсидов, и в мезозое доминирующие позиции заняли архозавры. Размеры тела зверозубых уменьшились, сократились их численность и распространение, они были вынуждены довольствоваться второстепенными нишами. Реализация их возможностей осуществилась позднее, что, очевидно, связано с массовым вымиранием архозавров и изменением климата в конце мезозоя.
Что любопытно, появление первых динозавров ознаменовалось массовым, но не полным вымиранием терапсид, высшие формы которых по своей организации были очень близки к однопроходным млекопитающим и, по некоторым предположениям, имели молочные железы и шерсть. Многочисленные копролиты, найденные в верхнепермских отложениях и принадлежащие, вероятно, тероцефалам и базальным архозаврам (протерозухидам), содержат вытянутые полые структуры, которые могут быть остатками волос. Это означает, что терапсиды обладали волосяным покровом уже 252 миллиона лет назад.

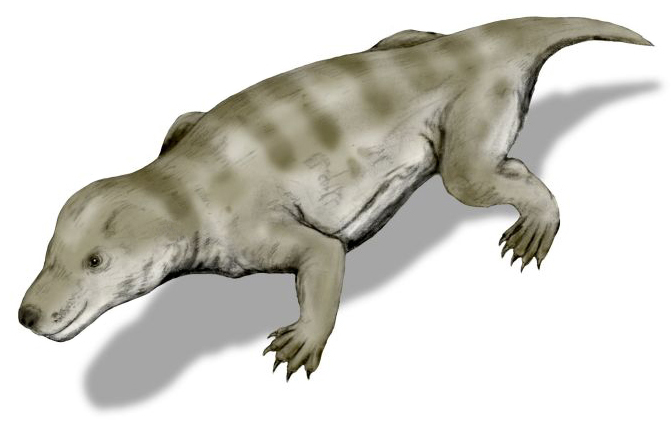
Наиболее ярко черты скелетных изменений обнаружились у тринаксодона (Thrinaxodon)

Наиболее близкими к млекопитающим среди зверозубых были цинодонты (лат. Cynodontia). Наиболее ярко черты скелетных изменений обнаружились среди них у тринаксодона (лат. Thrinaxodon) из раннего триаса.

## Ранние млекопитающие
Молочные железы возникли у древних млекопитающих, вероятно, из видоизмененных потовых желез. Возможно, первоначальной функцией млечных желез было не столько выкармливание, сколько «выпаивание» детенышей, то есть снабжение их необходимой влагой и солями.
В последующем становлении млекопитающих палеонтологи подчеркивают изменения в зубной системе. Это привело к вычленению двух групп — морганукодонтид (лат. Morganucodontidae) и Kuehneotheriidae.
К потомкам ранних млекопитающих, найденных в отложениях верхнего триаса, относят своеобразных многобугорчатых, получивших своё название в связи с наличием на коренных зубах многочисленных бугорков. Это была специализированная группа животных с очень сильно развитыми резцами и без клыков. Многобугорчатые представляли специфических растительноядных зверей, и их нельзя считать предками последующих групп млекопитающих. Выдвигались, правда, гипотезы, что их ранние формы дали начало однопроходным, но эти гипотезы устарели.
Вторая группа оказалась более успешной в последующей адаптивной радиации. Их главную линию составили эупантотерии (лат. Eupantotheria); этот термин, впрочем, почти вышел из употребления, поскольку обозначаемая им группа млекопитающих является парафилетической и включает довольно-таки разнообразных мезозойских млекопитающих). Вероятно, они были маленькими зверьками, питавшимися насекомыми, может быть, и другими мелкими животными и яйцами рептилий. Головной мозг их был мал, но больше, чем у немаммальных синапсид. В конце мезозоя в этой группе наметилось разделение на два самостоятельные ствола — низших, сумчатых (Metatheria, Marsupialia), и высших, плацентарных (лат. Eutheria).
Плацентарные млекопитающие, как и сумчатые, возникли в меловом периоде. Как показали исследования, в меловом периоде они уже эволюционировали в весьма различных направлениях.
Во время мел-палеогенового вымирания (около 65 миллионов лет назад) все существовавшие в мезозойской эре экосистемы были полностью разрушены, что впоследствии резко подстегнуло эволюцию млекопитающих, давших в начале палеогена огромное многообразие форм благодаря освобождению большинства экологических ниш. Через 100 тыс. лет после падения метеорита таксономическое разнообразие млекопитающих удвоилось, а максимальная масса тела млекопитающих увеличилась почти до уровней, предшествующих мел-палеогеновому вымиранию. Приблизительно трёхкратное увеличение максимальной массы тела млекопитающих произошло через 300 тыс. лет после мел-палеогенового вымирания, первые крупные млекопитающие появились через 700 тысяч лет после мел-палеогенового вымирания, что совпадает с первым появлением растений семейства бобовых.

## Кладограмма синапсид
Происхождение млекопитающих прослеживается из следующей цепочки (кладограммы), отражающей филогению синапсид:
```
Synapsida (Синапсиды) (
пеликозавры
)
 |-
Caseasauria
 (
эотириды
 и 
казеиды
)
 `-
Eupelycosauria

    |-
Varanopseidae

    `-+-
Ophiacodontidae

      `-+-
Edaphosauridae

        `-
Sphenacodontia

           |-
Sphenacodontidae

           `-
Therapsida
 (
Терапсиды
)
              |-
Biarmosuchia

              |   `-
Eotitanosuchus

              `-Eutherapsida
                 |-
Dinocephalia

                 `-Neotherapsida
                   |-
Anomodontia

                   `-
Theriodontia
 (
Териодонты
)
                       |-
Gorgonopsia

                       `-Eutheriodontia
                         |-
Therocephalia

                         `-
Cynodontia
 (
Цинодонты
)
                            |- + -
Dvinia

                            |  `--
Procynosuchus

                            `- 
Epicynodontia

                               |-
Thrinaxodon

                               `-
Eucynodontia
 
                                  |- + -
Cynognathus

                                  |  `- + -
Tritylodontidae

                                  |      `- 
Traversodontidae
 
                                  `-
Probainognathia

                                     |- + - 
Trithelodontidae

                                     |  `--
Chiniquodontidae
 
                                     `- + - 
Prozostrodon

                                        `- 
Mammaliaformes

                                            `-
Mammalia
 (
Млекопитающие
)
```